# Wouter Hamel
Pour les articles homonymes, voir Hamel.
Wouter Hamel (La Haye, 19 mai 1997) est un chanteur de jazz néerlandais. Son style est comparé à ceux de Jamie Cullum et Harry Connick, Jr.

## Biographie
Wouter Hamel a étudié à l'École des Beaux Arts à Utrecht (Hogeschool voor de Kunsten Utrecht). Après avoir gagné un Concours pour des vocalistes de jazz (Nederlands Jazz Vocalisten Concours) il a reçu beaucoup d'attention des médias aux Pays-Bas. Depuis il donné plusieurs concerts à la radio et la télévision aux Pays-Bas (entre autres Barend en van Dorp, Mooi! Weer de Leeuw, De wereld draait door et Pauw & Witteman). Ajouté à cela, il était un des artistes du North Sea Jazz Festival. Son premier album, pour lequel il a écrit douze chansons est apparu en mars 2007. Les critiques étaient plutôt positives.